# Константин Кацаров
Константин Иванов Кацаров е виден български юрист.

## Биография
Константин Иванов Кацаров е роден на 31 август 1898 г. в град София. Завършва Първа мъжка гимназия и през 1916 г. започва следването си в Юридическия факултет на Бернския университет (Швейцария), където през 1920 г. защитава докторантура с дисертация на тема: „Експроприацията на основата на швейцарското право“ и придобива титлата доктор по право.
Веднага след дипломирането си в Университета в Берн, Константин Кацаров се завръща в родината си. През 1922 г. отбива своя военен дълг и следващите десет години са важен период в професионалното му израстване. Пътят до утвърждаването му като солиден адвокат последователно минава през журналистиката, кореспондентството и секретарството. Натрупал знания и опит, Константин Кацаров се насочва към преподаването. През академичната 1930-1931 г.  се хабилитира като редовен доцент по търговско право в Софийския университет „Св. Климент Охридски“. По-късно е назначен последователно за извънреден професор (16 април 1936 г.) и извънреден хоноруван професор (16 ноември 1937 г.). В юридическия факултет той чете лекции по търговско право, а също и по морско търговско право и международно частно право. Същевременно подготвя и издава предизвикалия широк интерес лекционен курс по тези  дисциплини, както и други учебни помагала. Междувременно настъпват промени и в личния му живот - появяват се съпругата му Зиновия,  която остава негова вярна спътница до края на дните си, и синът му Георги. 
Резултатът от положените усилия е утвърждаването на Константин Кацаров като отличен специалист по търговско право. За това допринасят и международните му контакти по време на специализациите му във Франция, Англия и Германия, както и участието му в научни конференции в чужбина. Зад граница той завоюва авторитет и чрез редица свои статии, публикувани  в реномирани юридически списания. Константин Кацаров се насочва главно към патентното право, което го свързва с големи западни фирми, развиващи дейност в България, и способства за успеха на неговата адвокатска практика.  Още през 1924 г. съставя и издава специален справочник по индустриална собственост, многократно издаван през следващите години. Трудът му го прави широко известен специалист по патентно право в световен мащаб. 
Той продължава преподавателската си работа в Юридическия факултет на Софийския университет, където е избран за редовен професор през 1945 г., но политическите промени в България постепенно ограничават неговия живот и адвокатска дейност. Преподавателските му права са отнети през 1951 г. по политически причини. Всички сектори на икономиката са засегнати от провежданата от комунистическата власт национализация. Вследствие на случващото се, професор Кацаров насочва интереса си към този политико-правен феномен. По-късно публикува редица изследвания върху въпросите на национализацията от правна и икономическа гледна точка. 
Годините след Втората световна война все повече свързват съдбата на професор Константин Кацаров със Швейцария - страната, в която е получил висшето си образованието и е допринесла много за неговото формиране като юрист и човек.  В първите години след войната, той е юрисконсулт на Швейцарската легация в София. Известно време последната се помещава в неговата къща на ул. Любен Каравелов № 34 в столицата. Това сътрудничество с една, макар и неутрална, но третирана като вражеска “капиталистическа” държава, впоследствие е използвано срещу него от страна на комунистическия режим.
През 1951 г. му е повдигнато обвинение като швейцарски шпионин и през 1953 г. е осъден на 15 години лишаване от свобода. След освобождаването му от Варненския затвор през 1954 г., присъдата му е призната от Върховния съд за „съдебна грешка“. През 1956 г. професор Кацаров емигрира през Югославия и Италия в Швейцария и се установява в Женева. В Швейцария той задълбочава и доразвива научната си дейност като доказан световен експерт по патентно право със създадена от него патентна кантора. От 1963 г. е избран и за частен доцент по търговско право в Женевския университет, където преподава до неговото емеритиране (пенсиониране) през 1970 г. В този период той се обръща и към политическите науки – издава книгите „Анализ на победата/Проиграната победа“ (1964 г.) на немски и френски и „60 години живяна история“ (1970 г.) на български. Както самият той пише: „Този път при моите занимания, усетих, че ме измъчва въпросът: необходимо и полезно ли е за науката, но и за живота, това безбрежно теоретизиране, това трупане на теоретични конструкции върху отвлечени понятия и концепции, на което науката на континента по традиция се отдава с такова увлечение?“.
През 1974 г. Константин Кацаров дарява на Народна библиотека 1500 тома лична колекция от книги на немски, френски, руски и английски език в областта на правните изследвания.
Необходимостта от тясната връзка между теория и практика е в основата на създаването през 1969 г. на Фондация „Константин и Зиновия Кацарови“ към Общия фонд на Женевския университет. Помощта за начинаещи юристи и студенти в швейцарски университети бележи последните години от земния път и дейността на професор Константин Кацаров до кончината му през 1980 година. Погребан е в Кларан, Монтрьо (Швейцария).
Професор Константин Кацаров е член на Международната правна асоциация, Словашката академия на науките, Женевското академично общество и на Британския институт по международно и сравнително право.

## Памет
На професор Константин Кацаров е наречена улица в квартал „Студентски град“ в София (Карта).
В Нов български университет на името на Константин Кацаров е кръстена аудитория.
През 2016 г. посмъртно е удостоен с орден „Св. св. Кирил и Методий“ I степен.

## Трудове
- Справочник по индустриална собственост, 1924.
- Поданството на юридическите лица, София, 1925.
- Материална основа и правна природа на индустриалната собственост, София, 1929.
- Систематичен курс по българско търговско право, София, 1943.
- Светът отблизо, 1946.
- Теория на национализацията, Женева, 1960 г. ((fr)), София, 2011. (превод на български език)
- Анализ на победата/Проиграната победа, 1964.
- 60 години живяна история,1970.
- Специализирана правна литература.

## Библиографски източници
- Костов, Алекс. Биографията на професор Константин Кацаров. – В: Костов, Ал. (съст.) Константин Кацаров и неговото наследство. София, Херон Прес, 1998, с. 3 – 18 / Kostov, Al. La biographie du professeur Konstantin Katzarov. – Dans: Kostov, Al. /ed./ / Konstantin Katzarov et son héritage. Sofia, Heron Press, 1998, р. 3 – 18.